# Jewgeni Petrowitsch Schmidt-Otschakowski
Jewgeni Petrowitsch Schmidt-Otschakowski (russisch Евгений Петрович Шмидт-Очаковский; * 28. Februarjul. / 12. März 1889greg. in Kiew; † 28. Dezember 1951 in Paris) war ein russischer Offizier.

## Leben
Als Sohn des Marineoffiziers Pjotr Petrowitsch Schmidt wuchs Jewgeni Schmidt an den jeweiligen Dienstorten seines Vaters auf: St. Petersburg, Nagasaki, Odessa und Sewastopol. Er besuchte in Odessa die St. Paul-Realschule und in Sewastopol die Konstantin-Realschule. Schon früh wandte er sich revolutionären Ideen zu.

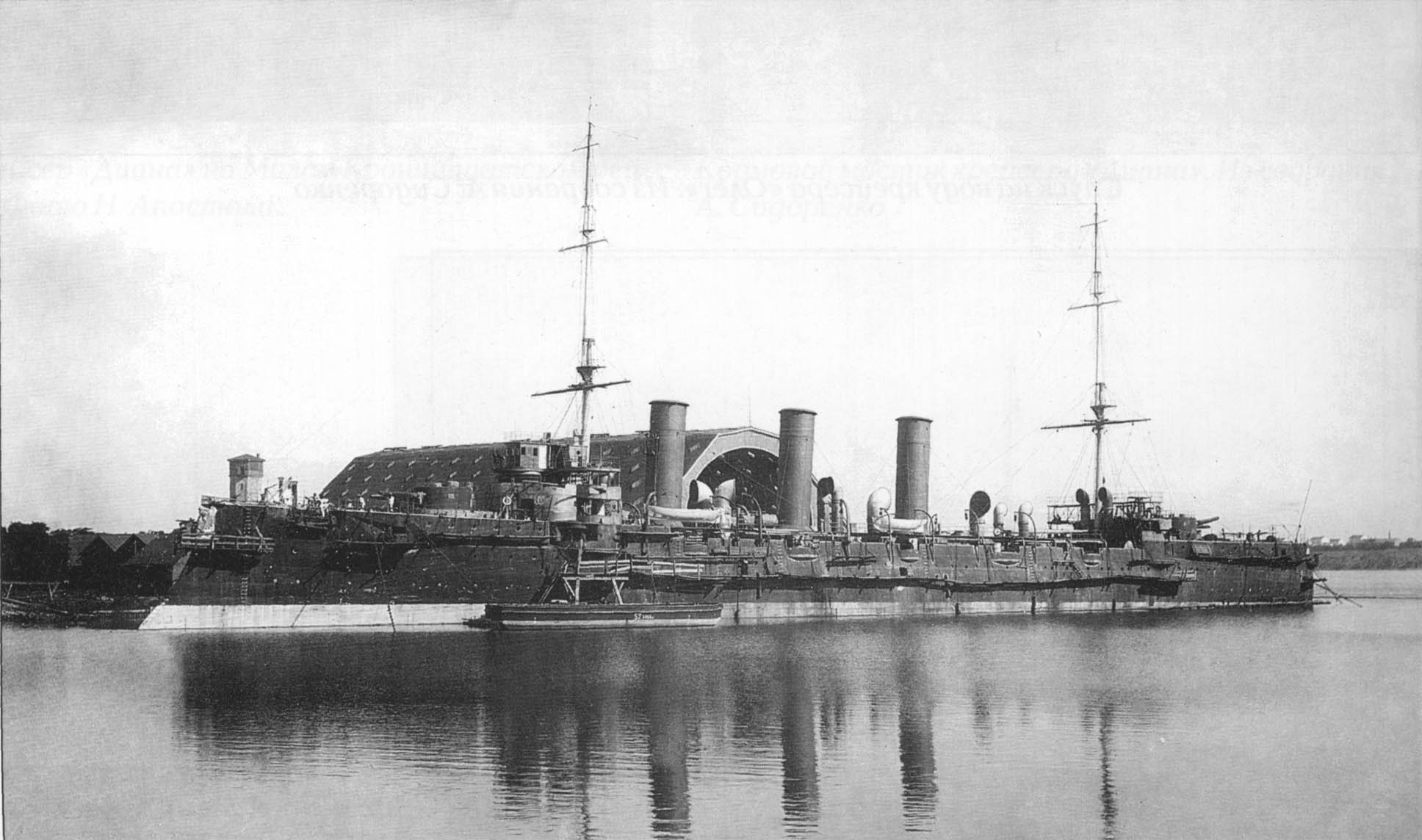
Panzerkreuzer Otschakow (benannt nach der türkischen Festung Otschakow, die 1788 von einer russischen Armee belagert und erobert wurde)

Als während der Russischen Revolution 1905 Matrosen der Schwarzmeerflotte meuterten, begab sich Schmidt selbständig an Bord des Panzerkreuzers Otschakow, wo am 14. Novemberjul. / 27. November 1905greg. sein Vater zum Anführer der aufständischen  Matrosen  wurde. Als am folgenden Tage der Aufstand durch zarentreue Einheiten unter Führung des Linienschiffs Rostislaw niedergeschlagen wurde und die Otschakow zu sinken begann, sprang er wie sein Vater über Bord. Schwimmend erreichten sie ein Torpedoboot und wurden gefangen genommen. Nach 40 Tagen Arrest wurde er als Jugendlicher freigelassen, während sein Vater später zum Tode verurteilt wurde.
Schmidt studierte am St. Petersburger Technologie-Institut (1908–1912), das er als Praporschtschik der Ingenieurstruppe verließ. Er beantragte, seinen Familiennamen mit dem Zusatz Otschakowski ergänzen zu dürfen, um seine ursprünglich deutsche Familie zu russifizieren. 1917 kam er als Pionier-Podporutschik nach Sewastopol und nahm an der feierlichen Überführung der sterblichen Überreste seines Vaters zum Platz der Pokrowski-Kathedrale teil. Durch Beschluss des Vize-Admirals Koltschak erhielt er die Namensergänzung Otschakowski.
Während des Russischen Bürgerkrieges kämpfte er auf Seiten der Weißen und zuletzt in der Armee des Generals Wrangel auf der Krim. 1921 kam er im Rahmen der Evakuierung mit Wrangels Weißer Flotte nach Gallipoli, wo er zu den ersten Hundert der Gallipolier gehörte, einer am 22. November 1921 gebildeten Organisation von Soldaten des 1. Armeekorps der aufgelösten Wrangel-Armee.
Schmidt-Otschakowski gelangte nach Prag, wo er nun ein Studium an der Technischen Hochschule absolvierte. Er war aktiv in der Prager Gesellschaft der Gallipolier und in der Vereinigung der Russen, die ein Studium in der Tschechoslowakei absolviert hatten. 1930 wanderte er nach Frankreich aus. Er starb verarmt in Paris.